# Roberta Metsola
Roberta Metsola, geboren Roberta Tedesco Triccas (San Ġiljan, 18 januari 1979), is een Maltees politica voor de Partit Nazzjonalista. Sedert 11 januari 2022 is zij voorzitter van het Europees Parlement.
- Gemeinsame Normdatei: 1249232864
- Nationale Bibliotheek van Letland: 000349681
- Virtual International Authority File: 5140164298369008630003